# Bensulide
Bensulide, de triviale naam voor N-[2-di(propan-2-yloxy)fosfinothioylsulfanylethyl]benzeensulfonamide, is een organische verbinding met als brutoformule C14H24NO4PS3. De stof komt voor als kleurloze tot witte kristallen, die slecht oplosbaar zijn in water.

## Toepassingen
Bensulide wordt gebruikt als insecticide en herbicide. Handelsnamen van de stof zijn Betamec, Betasan, Disan, Exporsan, Prefar en Pre-san.

## Toxicologie en veiligheid
Bensulide ontleedt bij verhitting of bij verbranding met vorming van giftige en irriterende dampen, onder andere stikstofoxiden, fosforoxiden en zwaveloxiden. Bensulide tast koper aan.
De stof kan effecten hebben op het zenuwstelsel, met als gevolg stuiptrekkingen en ademhalingsfalen. Bij kortstondige blootstelling kan er een remming van cholinesterase optreden. Langere blootstelling kan de dood veroorzaken. De effecten kunnen met vertraging optreden.